# Nederlandsche Nationaal-Socialistische Partij
De Nederlandsche Nationaal-Socialistische Partij (NNSP) was na 1935 een Nederlandse nationaalsocialistische politieke partij.
De NNSP was de opvolger van de Nationaal-Socialistische Partij. Na de teleurstellende uitslag van de Kamerverkiezingen van 1935 (2127 stemmen en 0,06%) beëindigde Albert van Waterland (pseudoniem van: Albert de Joode) het samenwerkingsverband met partijvoorzitter dr. C.H.A. van der Mijle en begon een nieuwe politieke partij met dezelfde naam: de Nationaal-Socialistische Partij. Van der Mijle herdoopte vervolgens de 'oude' Nationaal-Socialistische Partij in Nederlandsche Nationaal-Socialistische Partij. Veel activiteit heeft de NNSP overigens niet vertoond.
 Portaal: Fascisme en nationaalsocialisme in Nederland · Fascisme · Nationaalsocialisme